# Reprezentacja Polski na Mistrzostwach Świata w Wioślarstwie 2009
Reprezentacja Polski na Mistrzostwach Świata w Wioślarstwie 2009 liczyła 44 sportowców. Najlepszym wynikami były 1. miejsce w dwójce podwójnej kobiet i 1. miejsce w czwórce podwójnej mężczyzn.

## Medale

### Złote medale
dwójka podwójna kobiet (W2x): Magdalena Fularczyk, Julia Michalska
czwórka podwójna mężczyzn (M4x): Konrad Wasielewski, Marek Kolbowicz, Michał Jeliński, Adam Korol

### Srebrne medale
dwójka podwójna wagi lekkiej kobiet (LW2x): Magdalena Kemnitz, Agnieszka Renc

### Brązowe medale
czwórka bez sternika wagi lekkiej mężczyzn (LM4-): Łukasz Pawłowski, Łukasz Siemion, Miłosz Bernatajtys, Paweł Rańda

## Wyniki

### Konkurencje mężczyzn
- jedynka wagi lekkiej (LM1x): Bartłomiej Leśniak – 16 miejsce
- dwójka podwójna (M2x): Wiktor Chabel, Michał Słoma – 8. miejsce
- dwójka podwójna wagi lekkiej (LM2x): Robert Sycz, Mariusz Stańczuk – 16. miejsce
- dwójka bez sternika (M2-): Dawid Pacześ, Łukasz Kardas – 11. miejsce
- czwórka podwójna (M4x): Konrad Wasielewski, Marek Kolbowicz, Michał Jeliński, Adam Korol – 1. miejsce
- czwórka bez sternika wagi lekkiej (LM4-): Łukasz Pawłowski, Łukasz Siemion, Miłosz Bernatajtys, Paweł Rańda – 3. miejsce
- czwórka bez sternika (M4-): Piotr Buchalski, Sebastian Kosiorek, Jarosław Godek, Patryk Brzeziński – 11. miejsce
- ósemka (M8+): Rafał Hejmej, Marcin Brzeziński, Wojciech Gutorski, Mikołaj Burda, Piotr Hojka, Sławomir Kruszkowski, Michał Szpakowski, Krystian Aranowski, Daniel Trojanowski – 4. miejsce

### Konkurencje kobiet
- jedynka (W1x): Agata Gramatyka – 10. miejsce
- dwójka podwójna (W2x): Magdalena Fularczyk, Julia Michalska – 1. miejsce
- dwójka podwójna wagi lekkiej (LW2x): Magdalena Kemnitz, Agnieszka Renc – 2. miejsce
- czwórka podwójna wagi lekkiej (LW4x): Ilona Mokronowska, Weronika Deresz, Natalia Maciukiewicz, Monika Myszk – 5. miejsce
- ósemka (W8+): Kamila Soćko, Joanna Leszczyńska, Kornelia Nitzler, Kinga Kantorska, Magdalena Korczak, Zuzanna Trzcińska, Marlena Ertman, Anna Jankowska, Paulina Górska – 7. miejsce